# Classement par équipes du Tour de France

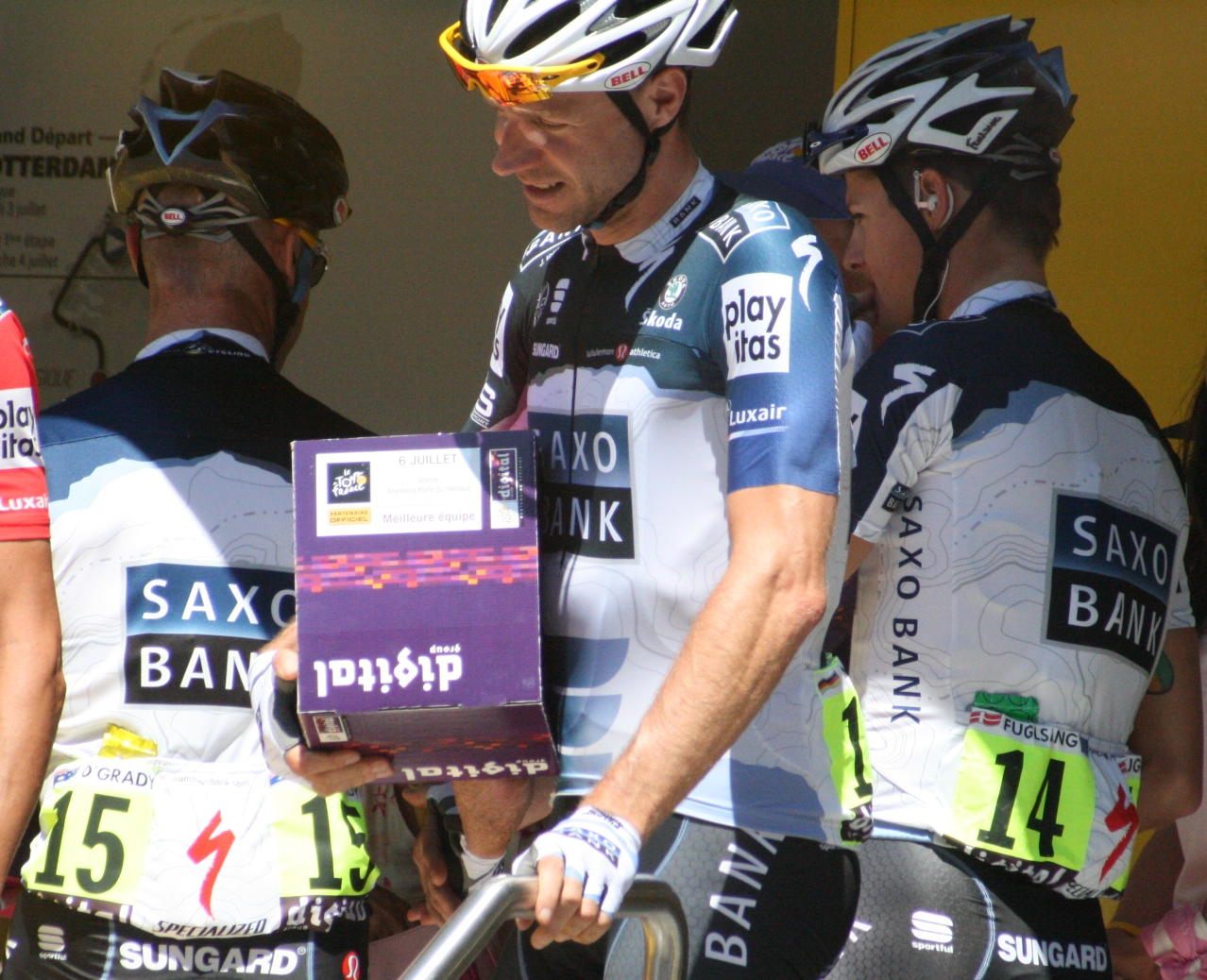
Coureurs de l'équipe Saxo Bank portant le dossard jaune pendant le Tour de France 2010.

Le Classement par équipes du Tour de France est l'un des classements secondaires du Tour de France, une course cycliste par étapes. Décerné depuis 1930, il récompense la meilleure équipe. La façon de calculer a évolué au fil du temps. Il n'y a aucun maillot distinctif pour le leader du classement, les coureurs de l'équipe en tête du classement portent un dossard jaune avec leur numéro et un casque jaune.

## Histoire

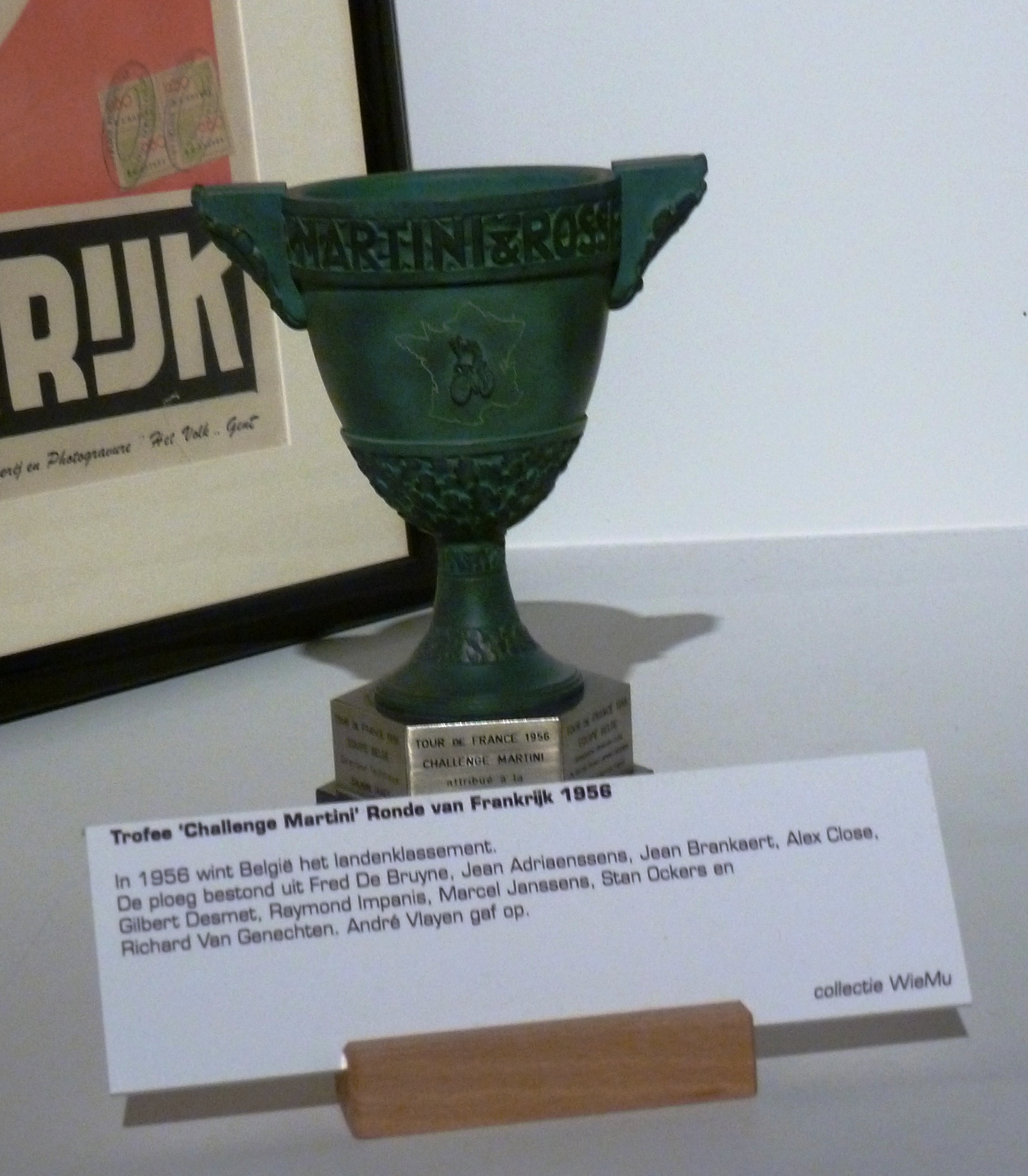
Le trophée "Challenge Martini" de 1956, remporté par l'équipe nationale belge.

Lors des premières éditions, les coureurs du Tour de France participent individuellement à la course. Même si certains coureurs sont parrainés par les mêmes marques, ils ne sont pas autorisés à travailler en équipe, l'organisateur du Tour, Henri Desgrange, souhaite favoriser une démonstration de force individuelle.
 
À l'époque, il est possible pour le cycliste de participer sans sponsor, dans une catégorie qui change de nom au fil des ans :  
- 1909-1914 : Isolés
- 1919 : Catégorie B
- 1920-1922 : 2e classe
- 1923-1936 : Touristes-Routiers
- 1937 : Individuel

En 1930, Henri Desgrange se résigne à l'idée que les cyclistes peuvent courir collectivement et choisit d'admettre la présence d'équipes. Les cyclistes sont alors regroupés par équipes en fonction de leur nationalité. C'est le cas pour les Tours entre 1930 et 1961. Les équipes de marques prennent le relai de 1962 à 1966 avant un bref retour aux équipes nationales en 1967 et 1968. Depuis 1969, le Tour est désormais disputé par les équipes de marques. 
Avec l'ajout du classement par équipe en 1930, un prix est décerné pour la meilleure équipe, sous le nom de Challenge International. En 1930, le classement est calculé en additionnant les temps des trois meilleurs coureurs au classement général. 
En 1961, le calcul évolue. Le classement par équipes est transformé en un classement par points, dans lequel la meilleure équipe reçoit un point pour chaque étape et l'équipe vainqueur à la fin est celle qui a récolté le plus de points. Ce système est également utilisé en 1962. À partir de 1963, il est de nouveau calculé au temps. 
Durant les années 1970 un véritable classement par équipes par points voit le jour, sur le même principe que le classement individuel par points (maillot vert). Ainsi, à la fin de chaque étape, les cyclistes reçoivent des points correspondant à leur place à l'arrivée (le vainqueur obtient un point, le deuxième en récolte deux, etc) et les points des premiers classés de chaque équipe sont ensuite ajoutés au total de l'équipe. L'équipe avec le score le plus bas est déclaré vainqueur du classement par points par équipe. Ce classement par équipes par points, dit des « casquettes vertes », coexiste évidemment avec le classement par équipes au temps, dit des « casquettes jaunes ».
Jusqu'en 1990, les coureurs de l'équipe leader au classement par équipes portent une casquette jaune afin de les distinguer. Depuis 2006, ils portent des dossards jaunes. En 2012, les équipes portent un casque jaune en plus du dossard jaune.
Parrains :
- 2014-2017 : RAGT
- 2018 : Banane de Guadeloupe et Martinique
- 2019-2021 : NamedSport
- 2022-2024 : Département des Hauts-de-Seine
- 2025-2028 : Basic-Fit

## Méthode de calcul
Actuellement, il est établi par l'addition des temps des trois meilleurs coureurs de chaque formation sur chaque étape. Si une équipe a moins de trois coureurs restants, elle est supprimée du classement. Lors d'un contre-la-montre par équipes, le temps de l'équipe est pris sur le quatrième coureur qui franchit la ligne d'arrivée, ou sur le temps du dernier coureur s'il y a moins de quatre coureurs dans l'équipe.

## Palmarès sur le Tour de France
Voici les vainqueurs du classement par équipes,.
| Année | Équipe       | Nation   |
| ----- | ------------ | -------- |
| 1930  | France       | France   |
| 1931  | Belgique     | Belgique |
| 1932  | Italie       | Italie   |
| 1933  | France       | France   |
| 1934  | France       | France   |
| 1935  | Belgique     | Belgique |
| 1936  | Belgique     | Belgique |
| 1937  | France       | France   |
| 1938  | Belgique     | Belgique |
| 1939  | Belgique B   | Belgique |
| 1947  | Italie       | Italie   |
| 1948  | Belgique     | Belgique |
| 1949  | Italie       | Italie   |
| 1950  | Belgique     | Belgique |
| 1951  | France       | France   |
| 1952  | Italie       | Italie   |
| 1953  | Pays-Bas     | Pays-Bas |
| 1954  | Suisse       | Suisse   |
| 1955  | France       | France   |
| 1956  | Belgique     | Belgique |
| 1957  | France       | France   |
| 1958  | Belgique     | Belgique |
| 1959  | Belgique     | Belgique |
| 1960  | France       | France   |
| 1961  | France       | France   |
| 1962  | St. Raphaël  | France   |
| 1963  | St. Raphaël  | France   |
| 1964  | Pelforth     | France   |
| 1965  | Kas          | Espagne  |
| 1966  | Kas          | Espagne  |
| 1967  | France       | France   |
| 1968  | Espagne      | Espagne  |
| 1969  | Faema        | Belgique |
| 1970  | Salvarani    | Italie   |
| 1971  | Bic          | France   |
| 1972  | Gan-Mercier  | France   |
| 1973  | Bic          | France   |
| 1974  | Kas          | Espagne  |
| 1975  | Gan-Mercier  | France   |
| 1976  | Kas          | Espagne  |
| 1977  | Ti-Raleigh   | Pays-Bas |
| 1978  | Miko-Mercier | France   |
| 1979  | Renault      | France   |
| 1980  | Miko-Mercier | France   |
| 1981  | Peugeot      | France   |

| Année | Équipe             | Nation              |
| ----- | ------------------ | ------------------- |
| 1982  | Coop-Mercier       | France              |
| 1983  | Ti-Raleigh         | Pays-Bas            |
| 1984  | Renault            | France              |
| 1985  | La Vie claire      | France              |
| 1986  | La Vie claire      | France              |
| 1987  | Système U          | France              |
| 1988  | PDM                | Pays-Bas            |
| 1989  | PDM                | Pays-Bas            |
| 1990  | Z                  | France              |
| 1991  | Banesto            | Espagne             |
| 1992  | Carrera            | Italie              |
| 1993  | Carrera            | Italie              |
| 1994  | Festina-Lotus      | France              |
| 1995  | ONCE               | Espagne             |
| 1996  | Festina-Lotus      | France              |
| 1997  | Deutsche Telekom   | Allemagne           |
| 1998  | Cofidis            | France              |
| 1999  | Banesto            | Espagne             |
| 2000  | Kelme              | Espagne             |
| 2001  | Kelme              | Espagne             |
| 2002  | ONCE               | Espagne             |
| 2003  | CSC                | Danemark            |
| 2004  | T-Mobile           | Allemagne           |
| 2005  | T-Mobile           | Allemagne           |
| 2006  | T-Mobile           | Allemagne           |
| 2007  | Discovery Channel  | États-Unis          |
| 2008  | CSC Saxo Bank      | Danemark            |
| 2009  | Astana             | Kazakhstan          |
| 2010  | RadioShack         | États-Unis          |
| 2011  | Garmin-Cervélo     | États-Unis          |
| 2012  | RadioShack-Nissan  | Luxembourg          |
| 2013  | Saxo-Tinkoff       | Danemark            |
| 2014  | AG2R La Mondiale   | France              |
| 2015  | Movistar           | Espagne             |
| 2016  | Movistar           | Espagne             |
| 2017  | Sky                | Grande-Bretagne     |
| 2018  | Movistar           | Espagne             |
| 2019  | Movistar           | Espagne             |
| 2020  | Movistar           | Espagne             |
| 2021  | Bahrain Victorious | Bahreïn             |
| 2022  | Ineos Grenadiers   | Grande-Bretagne     |
| 2023  | Jumbo-Visma        | Pays-Bas            |
| 2024  | UAE Emirates       | Émirats arabes unis |
| 2025  | Visma-Lease a Bike | Pays-Bas            |

## Classement par points
Entre 1973 et 1988, il y avait également un classement par points pour les équipes (casquettes vertes).
| Année | Équipe lauréate   |
| ----- | ----------------- |
| 1973  | Gan-Mercier       |
| 1974  | Gan-Mercier       |
| 1976  | Gan-Mercier       |
| 1977  | Peugeot           |
| 1978  | Ti-Raleigh        |
| 1979  | Renault           |
| 1980  | Ti-Raleigh        |
| 1981  | Peugeot           |
| 1982  | Ti-Raleigh        |
| 1983  | Ti-Raleigh        |
| 1984  | Panasonic-Raleigh |
| 1985  | La Vie claire     |
| 1986  | Panasonic         |
| 1987  | Système U         |
| 1988  | PDM               |